# Cselkó Károly
Lehotai Cselkó Károly (1793 – Apátfalva, 1837. január 16.) katolikus pap.

## Élete
Egri egyházmegyei pap, apátfalvai plébános, kerületi alesperes, később címzetes kanonok volt. Pyrker János László érsek megbizásából, az egyházmegyei névkönyv számára megirta az egri püspökség és káptalan rövid történetét ezen címek alatt:
I. Brevis notitia historica episcopatus Agriensis.
II. Series episcoporum, tum archiepiscoporum Agriensium, e diplomatibus, aliisque historicis documentis eruta.
III. brevis notitia historica ven. capituli cathedralis antea, nunc metropolitanae ecclesiae Agriensis.
IV. Series praepositorum majorum eiusdem ecclesiae Agriensis.
V. Brevis historica deductio abbatiarum et praepositurarum intra ambitum dioecesis Agriensis existentium.
Ezt a  munkát az 1842. és következő évi egri Schematismusokban közölték és az 1849-ikiben magyarul is megjelent.